# Eugenia roigii
Eugenia roigii är en myrtenväxtart som beskrevs av Ignatz Urban. Eugenia roigii ingår i släktet Eugenia och familjen myrtenväxter. Inga underarter finns listade i Catalogue of Life.